# Schwarze Katz

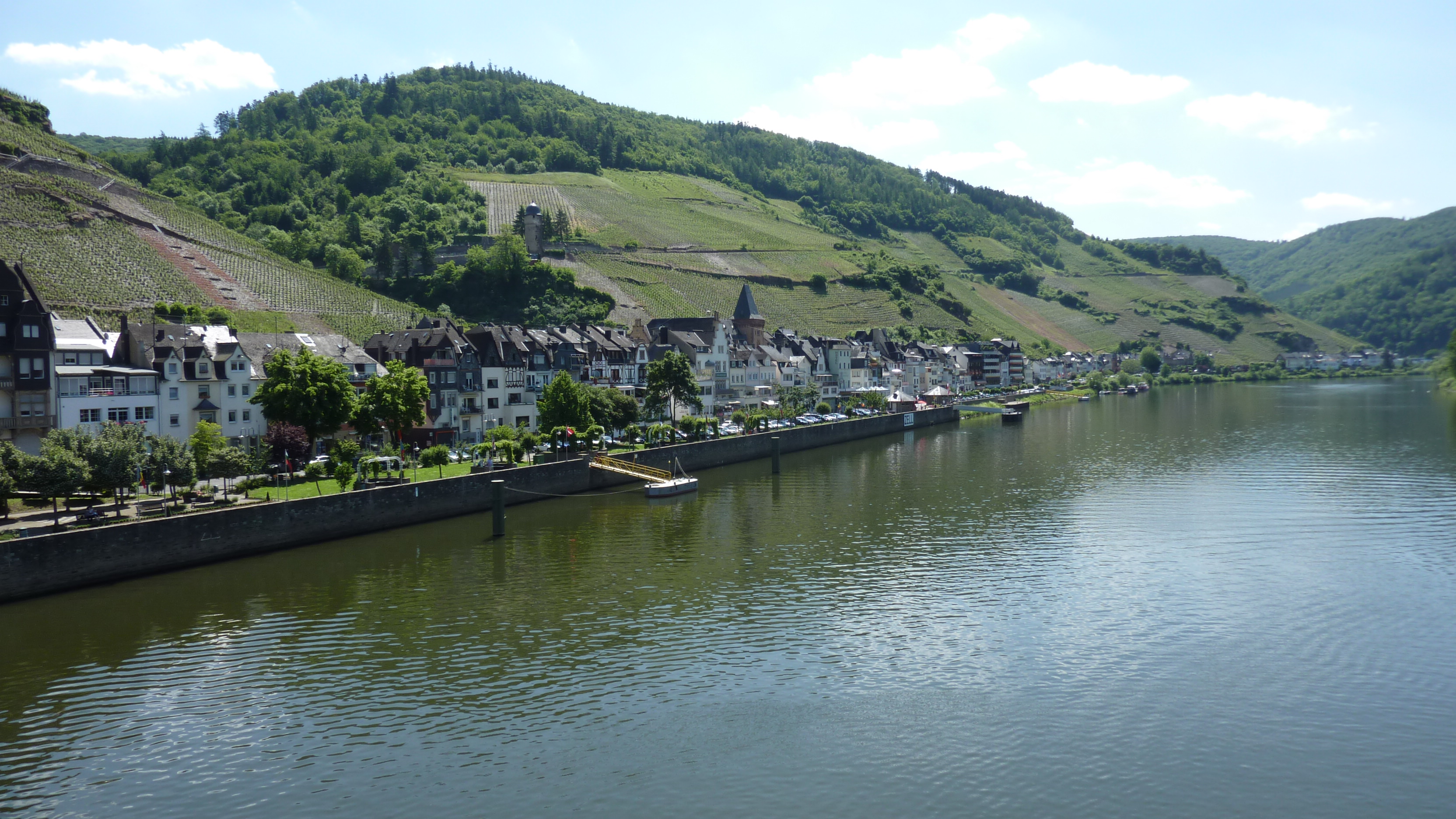
Weinberge in der Großlage „Schwarze Katz“

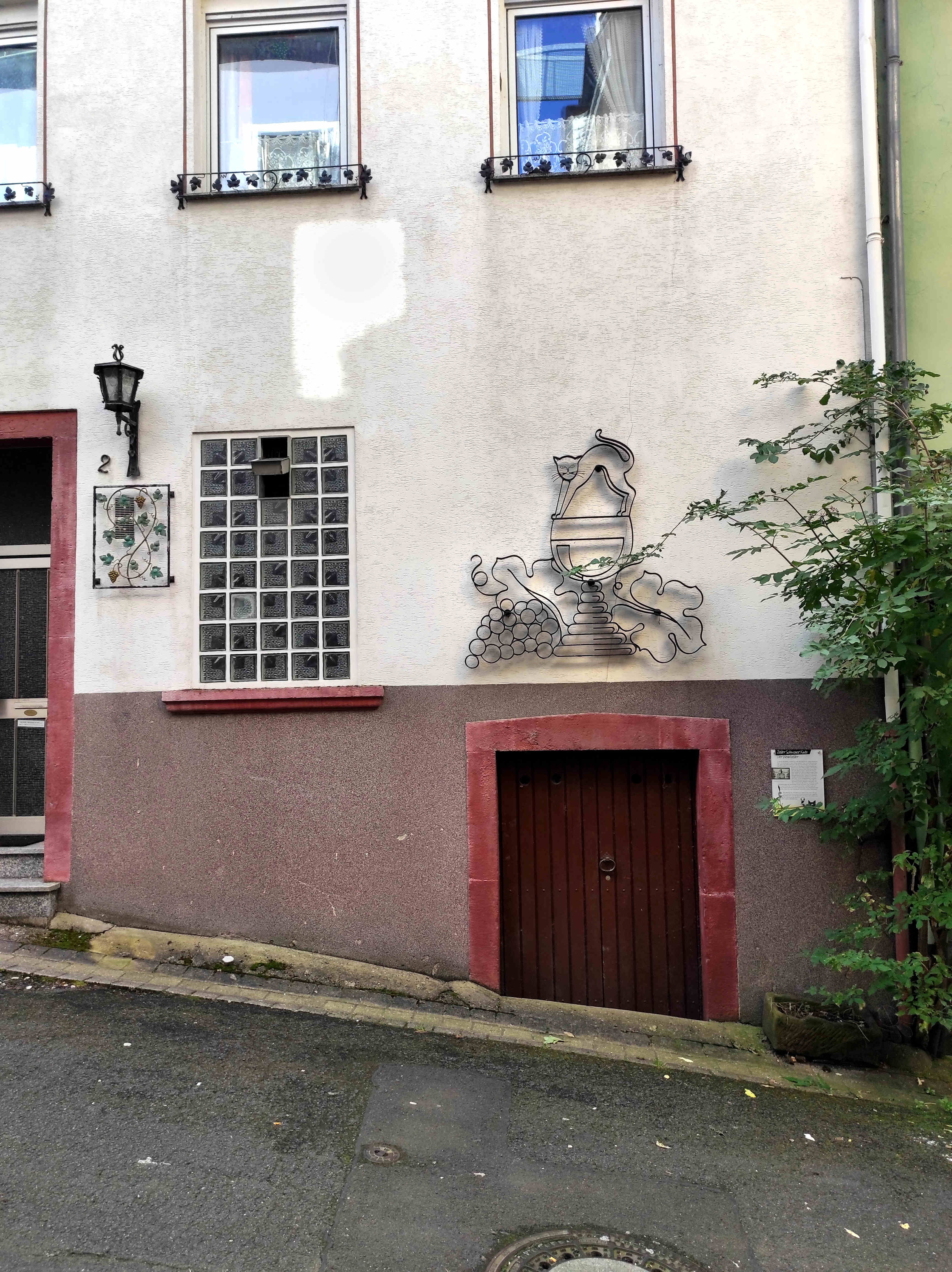
Weinkeller von Peter Anton Mayntzer, in dem der Name „Schwarze Katz“ geboren wurde

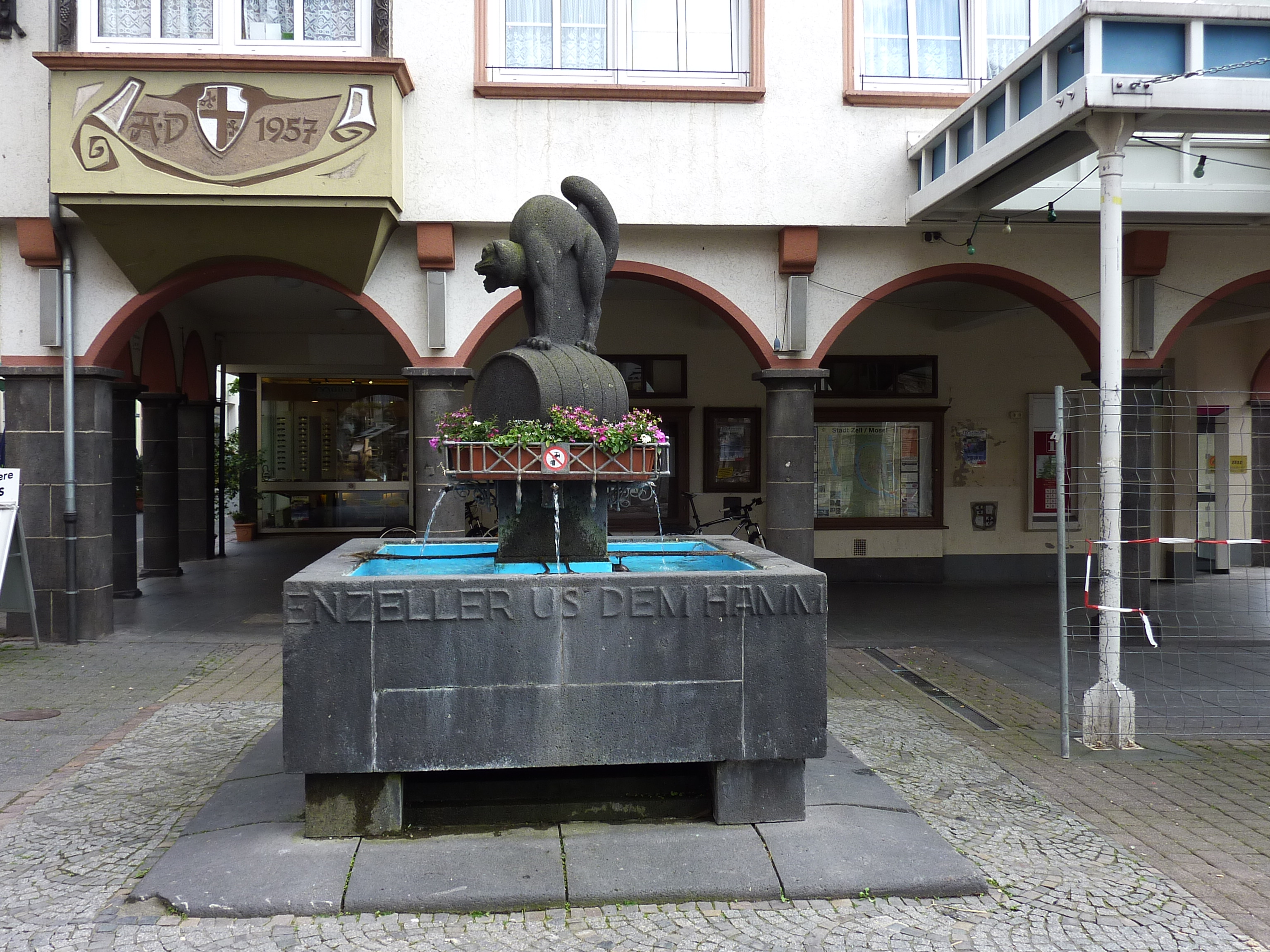
„Schwarze-Katz-Brunnen“ in Zell

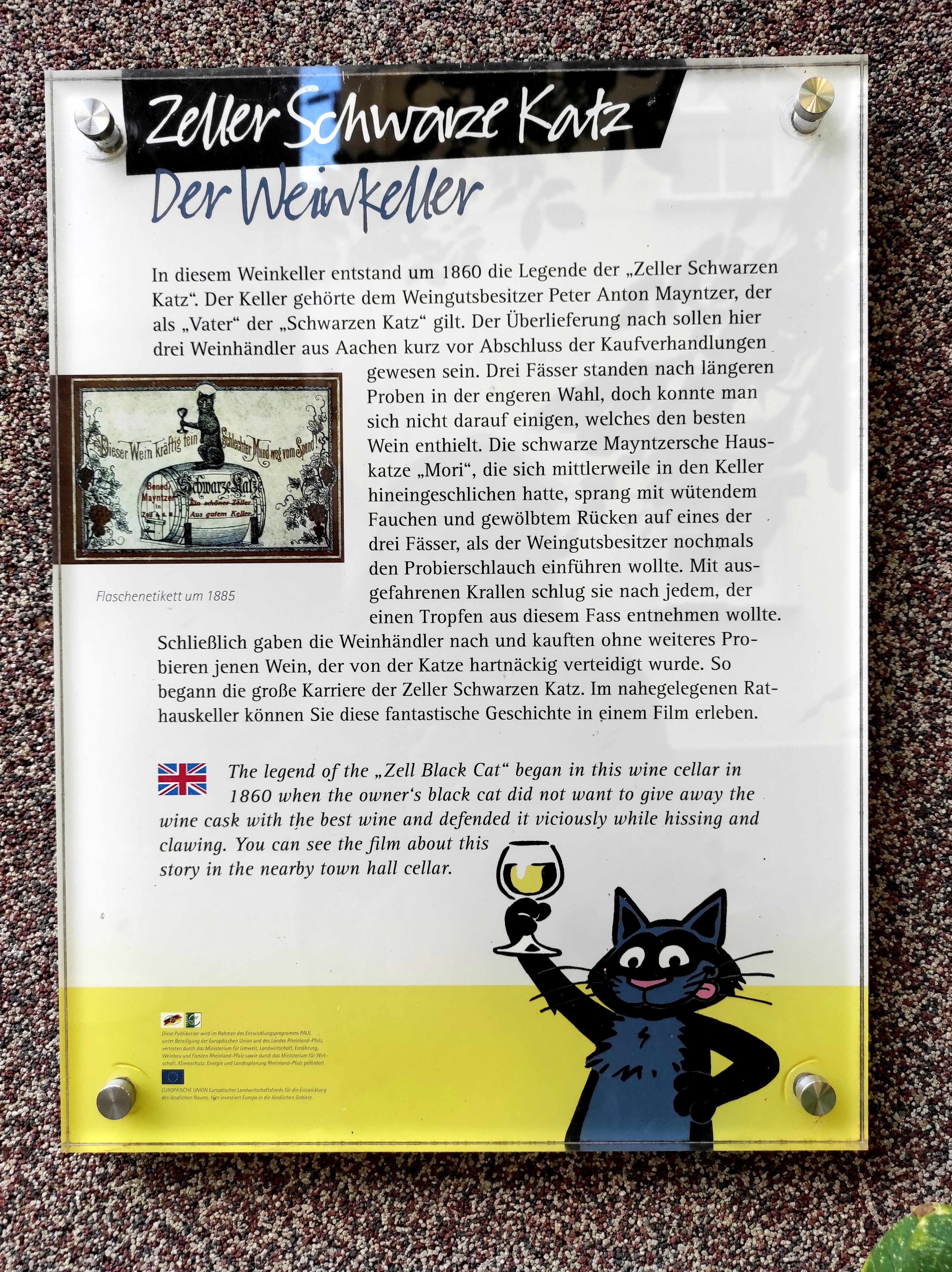
Infotafel zur Schwarzen Katz

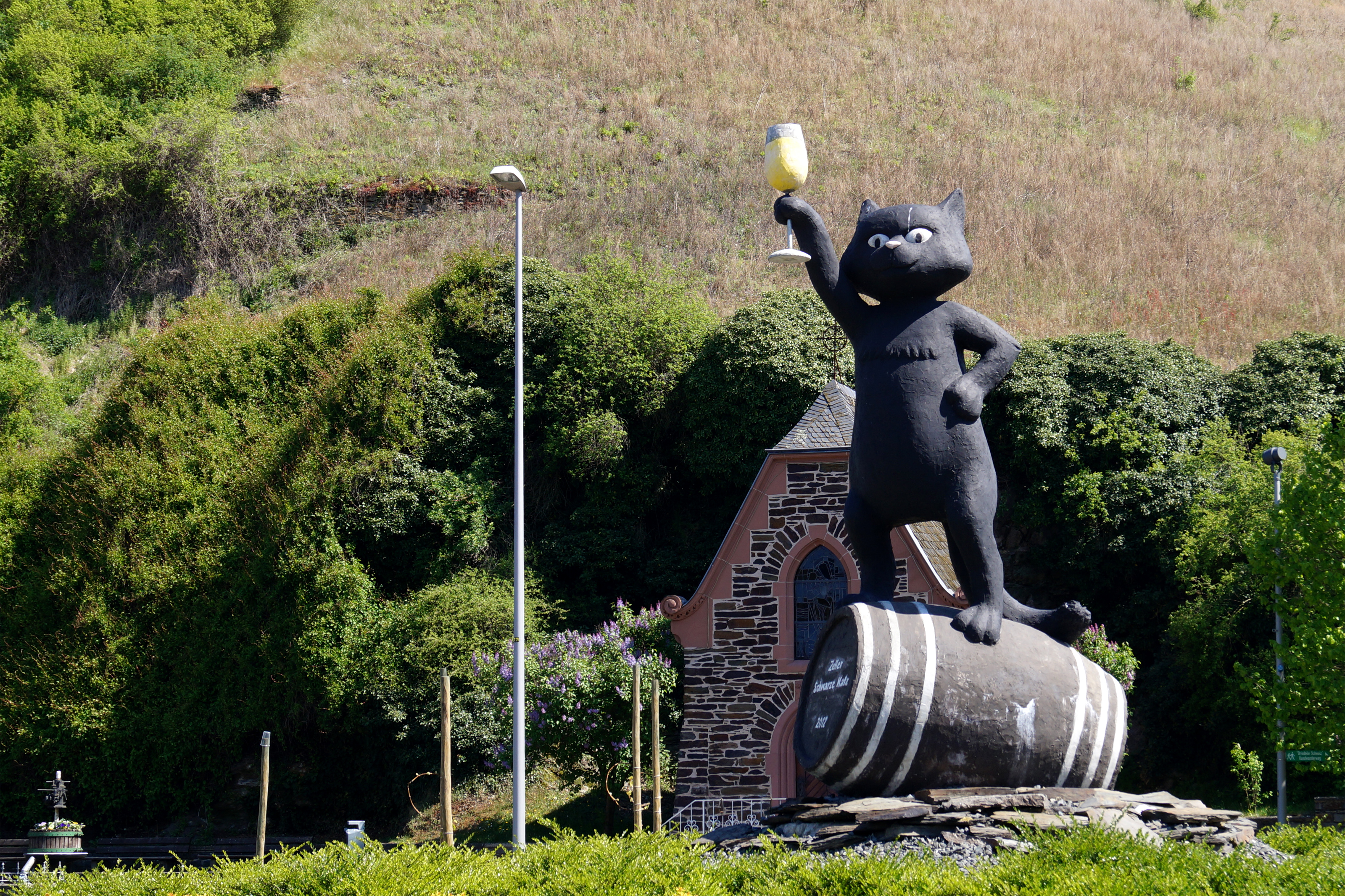
Skulptur „Schwarze Katz“ am Ortseingang von Zell

Schwarze Katz (auch Zeller Schwarze Katz) bezeichnet eine Großlage in der Stadt Zell an der Mosel im gleichnamigen Weinbaugebiet. Sie ist Teil des Bereichs Burg Cochem und besteht aus folgenden Einzellagen:
- in Zell: Nußberg, Burglay-Felsen, Petersborn-Kabertchen, Pommerell, Kreuzlay, Domherrenberg, Geisberg.
- im Stadtteil Merl: Sonneck, Adler, Königslay-Terrassen, Stephansberg, Fettgarten, Klosterberg.
- im Stadtteil Kaimt: Marienburger, Rosenborn, Römerquelle.

Die Weine der Großlage werden heute zu 80 % exportiert; u. a. nach Japan, in die USA, Kanada oder Südamerika.

## Namensherkunft
Als „Vater der Schwarzen Katz“ gilt der Winzer Peter Anton  in Zell, der seinen Weinkeller im Haus Am Römerbad 2 hatte. Es wird erzählt, dass sich 1863  Weinhändler aus Aachen nach einer ausgedehnten Weinprobe in seinem Keller nicht zwischen drei Fässern entscheiden konnten. Da soll Mayntzers schwarze Katze namens „Mori“, die sich in den Keller geschlichen hatte, auf eines der drei Fässer gesprungen und mit Fauchen und Kratzen verhindert haben, dass der Probierschlauch (siehe Weinheber) noch mal eingeführt werden konnte. Die Weinhändler entschieden sich kurzerhand für das Fass, das von dem Haustier so vehement „verteidigt“ wurde. Der Absatz dieses Weines war ein solcher Erfolg, dass die Händler später alle Weine der entsprechenden Weinbergslage aufkauften. Die Großlage erhielt danach ihren Namen Schwarze Katz.
Im Jahr 1936 wurde in der Zeller Altstadt mit einem Brunnen ein Denkmal zu Ehren der Großlage und der schwarzen Katze gesetzt. Dieser Brunnen ziert auch den ersten Schein der Zeller Regionalwährung, den Zeller. Seit August 2012 steht das Zeller Wahrzeichen auch im neu gestalteten Verkehrskreisel am Ortseingang von Zell. Das neue Design der Skulptur wurde vom Karikaturisten Michael Apitz aus dem Rheingau geschaffen. Die Gestaltung hatte der Künstler Friedrich Freiburg aus dem Sauerland übernommen.